# محوطه خرابه لر
محوطه خرابه لر مربوط به عصر آهن است و درشهرستان خرم دره  بخش خرم دره  دهستان الوند ، روستای الوند واقع شده و این اثر در تاریخ ۲۶ دی ۱۳۸۶ با شمارهٔ ثبت ۲۰۵۲۶ به‌عنوان یکی از آثار ملی ایران به ثبت رسیده است.